# Hidros 9: Mirrors
Hidros 9: Mirrors ist ein Jazzalbum von Mats Gustafsson Hidros. Die 2022 beim Avant Art Festival in Warschau entstandenen Aufnahmen erschienen am 15. September 2023 auf Trost Records.

## Hintergrund
Hidros 9 Mirrors wurde 2022 in Warschau aufgenommen. Gustafsson versammelte dort 25 Musiker, bestehend aus zwei neunköpfigen Kammerensembles, dem norwegischen NyMusikk Trondheim und dem polnischen Avant Art Ensemble sowie den Solisten Anders Nyqvist (Trompete) und Colin Stetson (verstärktes Basssaxophon), Hedvig Mollestad (E-Gitarre), Per-Åke Holmlander (Tuba), Jérôme Noetinger (Revox-Bandmaschinen) und Dieb13 (alias Dieter Kovačič) (Plattenspieler). Im Gegensatz zu seinen anderen Hidros-Projekten, bei denen er auch mehrere Instrumente spielte, ist Gustafsson hier ausschließlich mit der Leitung des Ensembles beschäftigt.

## Besetzung
- NyMusikk Trondheim: Eira Bjørnstad Foss – Violine, Matilda Rolfsson – Bassdrum, Lars Ove Fossheim – Gitarre, Michael F. Duch – Bass, Øyvind Engen – Cello, Kyrre Laastad – Schlagzeug und Elektronik, Nicolas Leirtrø – Bass, Daniel Formo – Orgel, präpariertes Klavier, Ida Løvli Hidle – Akkordeon

- Avant Art Ensemble: Teoniki Rozynek – Violine, Dominika Korzeniecka – Bassdrum, Szymon Wójcik – Gitarre, Elektronik, Rafal Rózalski – Bass, Magdalena Bojanowicz – Cello, Qba Janicki – Schlagzeug und Elektronik, Pawel Romanczuk – Bass, Barbara Drazkov – Orgel, präpariertes Klavier, Zbigniew Chojnacki – Akkordeon

- Solisten: Anders Nyqvist – Trompeten (Slide, Piccolo), Colin Stetson – verstärktes Basssaxophon, Hedvig Mollestad – Gitarre, Per-Åke Holmlander – Tuba, Jerome Noetinger – revox Bandmaschinen, Dieb13 – Plattenspieler

## Titelliste
- Mats Gustafsson – Hidros 9 – Mirrors (Trost Records TR242)[2]

1. Intro
2. Mirrors 1
3. Shadows 1
4. Echoes 1
5. Reflection
6. Echoes 2
7. Shadows 2
8. Mirrors 2
9. Outro

Die Kompositionen stammen von Mats Gustafsson.

## Rezeption

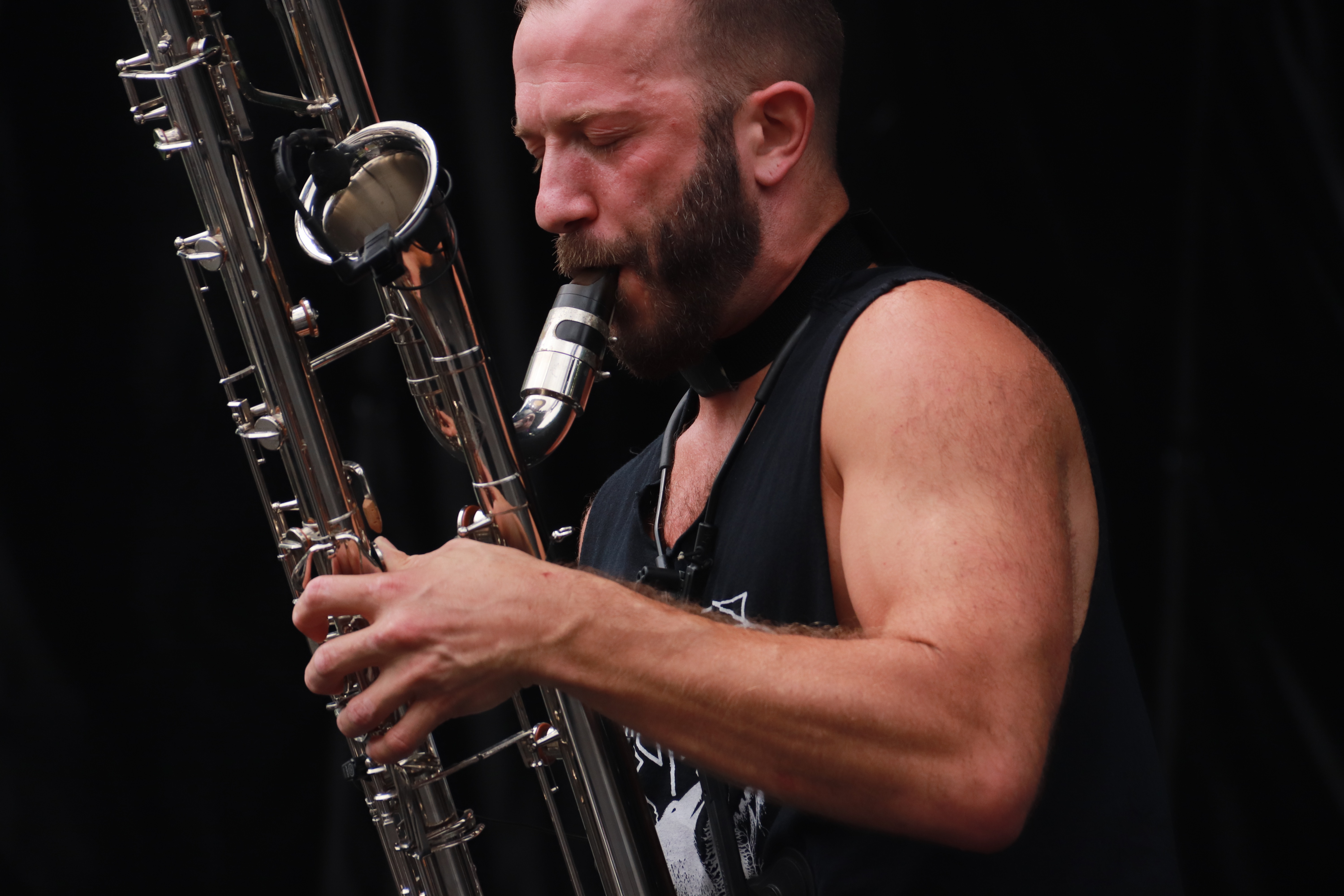
Colin Stetson (2017)

Nach Ansicht von Mark Corroto, der das Album in All About Jazz rezensierte, gelte für den Saxophonisten, Komponisten und Dirigenten Mats Gustafsson und seine Musik seit jeher das Motto „Go big, or go home“. Gustafsson erweitere in seinen Projekten ständig Konzepte komponierter und improvisierter Musik. Durch verschiedene Ensembles wie Gush, Fire! Orchestra wiederhole sich nie eine Idee. Das Gleiche gelte für seine laufenden Hidros-Experimente (deutsch: Schweiß), die er bereits in den späten 1990er-Jahren begann und bei denen er grafische Partituren zusammen mit Instant Composing einsetzte. Gustafssons Verwendung grafischer Partituren löst unterschiedliche Tempi, Stimmungen und Energien aus. Er würde dafür Solisten heranziehen, sei es Stetson, Nyqvist oder Mollestad, um einen Weg durch die Landschaften zu finden, die durch die Interpretation der grafischen Partituren beider Kammerensembles entstehen. Die dabei entstehenden Klänge seien teils freie Improvisation, teils Minimalismus mit einem orchestrierten elektronischen Soundtrack, der ständig aus der Bahn zu geraten drohe; es sei nur so, dass das nie geschehe.